# ベストセラーの構造
『ベストセラーの構造』（ベストセラーのこうぞう）は、中島梓による評論。「活字離れ」が喧伝される一方で、毎年必ず何冊かのミリオンセラーが誕生するのは何故なのか、という疑問に端を発し、一部の「メジャー」作品と幾多の「マイナー」作品が明確に分離した二重構造を生み出した時代と社会の変容について考察した評論。
1983年12月16日に講談社より単行本（ISBN 4-06-200829-7）として刊行された。のち、1987年1月15日には講談社文庫版（ISBN 4-06-183917-9）が、1992年12月3日にはちくま文庫版（ISBN 4-480-02687-8）が刊行されている。

## 内容
- 序章 現代は活字離れの時代か
- 第一章 知的中流階級の形成
- 第二章 知識人の系譜
- 第三章 新しい知識階層の肖像
- 第四章 読者の時代
- 第五章 下部構造の成立
- 第六章 差別されたベストセラー
- 第七章 スキャンダルの構図
- 第八章 幻影のスキャンダル
- 第九章 儀式としてのスキャンダル
- 第十章 幻想のフィードバック機構
- 第十一章 マスメディアの迷い
- 終章 転換期のなかで